# Annette Cogels
Jkvr. Anne Antoinette Henriette Paule Eugènie Marie (Annette) Cogels (Deurne, 28 mei 1900 -  Brasschaat, 18 oktober 1953) was een Vlaamse ontdekkingsreizigster, sportster en schrijfster die verscheidene keren voor langere periodes bij de Cree in Noord-Amerika verbleef. Ze reisde ook tweemaal naar Kongo.

## Biografie
Cogels werd in 1900 op kasteel Boekenberg in Deurne geboren en stamt uit een Brabants-Antwerps geslacht. Ze was de dochter van geoloog en archeoloog jhr. Paul Cogels (1845-1912), op zijn beurt kleinzoon van volksvertegenwoordiger jhr. Hendrik Cogels (1774-1846), en diens tweede echtgenote Eugénie Veef (1871-1916). Ze studeerde thomisme en politieke economie.
Op 2 mei 1922 huwde Cogels met jhr. Edouard Guyot de Mishaegen (1891-1964), directeur generaal van de Compagnie "Securitas" en zoon van de burgemeester van Brasschaat, jhr. Fernand Guyot de Mishaegen (1860-1930). Uit dit huwelijk  werd in 1924 een dochter Béatrice geboren, die nog geen een jaar oud werd.
Cogels was zeer sportief. Ze werd met Ida Joly Belgisch tenniskampioene damesdubbel in 1923, met Jean Washer gemengd dubbel in 1924, Belgisch kampioene enkel in 1926 en met Geneviève de Borman Belgisch kampioene damesdubbel in 1927. Haar zwager jhr. Maxime Guyot de Mishaegen (1890-1952) was overigens vicevoorzitter van de Belgische tennisfederatie.
Cogels ondernam een tiental ontdekkingsreizen in Noord-Amerika, soms alleen, soms met enkele indianen. Ze leefde er als een trapper, reisde te voet, per kano of te paard en sliep in zelfgefabriceerde tenten.
In 1936-37 en in 1948-49 ondernam Cogels ontdekkingsreizen naar Kongo. Ze trok een groot deel van de Sahara met een jeep en te voet door. Tijdens de tweede expeditie kostte dit haar bijna het leven toen de auto vuur vatte.
Cogels werd 53 jaar oud. Ze stierf op 18 oktober 1953 in kasteel Mishaegen te Brasschaat. Haar echtgenoot hertrouwde in 1954 en ging in Antibes wonen, waar hij ook overleed.
Cogels schreef onder de schrijversnaam Anne de Mishaegen verscheidene reisverhalen waarvan meerdere in verschillende talen werden vertaald.